# 全国伝統的工芸品公募展
全国伝統的工芸品公募展（ぜんこくでんとうてきこうげいひんこうぼてん）は、一般財団法人伝統的工芸品産業振興協会（略称：伝産協会）主催の伝統的工芸品の公募展である。

## 概要
長年にわたり受け継がれた伝統的技術・技法を用いながら、現代の生活空間にも馴染む伝統的工芸品を公募する。
本展は、高度な手づくり技術を美しさ、使い勝手、耐久性などの向上に役立つよう新しいアイディアや表現を取り入れたもの、グローバルに通じる市場性のあるものが評価される。
日常生活に取り入れやすい新しい作品を世間に紹介する役割を担う。年に1度、開催されている。
- 応募資格：経済産業大臣指定伝統的工芸品及びこれに準じる伝統工芸品を生業として製造する者。
- 募集内容：現代生活に馴染むもので、新しいアイディアや表現を取り入れた、市場性のある伝統的工芸品。
- 審査会場：伝統的工芸品産業振興協会内　[2]
- 授賞式の開催[3]

## 歴史
- 1976年（昭和51年）第1回全国伝統的工芸品展として西武百貨店池袋店にて開催。
  - 内閣総理大臣賞、通商産業大臣賞、通商産業省生活産業局長賞、㈶日本雑貨振興センター理事長賞等。以後毎年開催。
- 1994年（平成6年）第19回全国伝統的工芸品展開催。審査会は全国伝統的工芸品センターにて、作品展はプリズム・ホールにて。「公募展」形式として再スタート。
- 1997年（平成9年）第22回全国伝統的工芸品コンクール-全国伝統的工芸品公募展-開催。現在の名称となる。
- 2003年（平成15年）第28回全国伝統的工芸品コンクール-全国伝統的工芸品公募展-入賞作品展示場所が東武百貨店となり、WAZA展の中で展示される。
- 2005年（平成17年）第30回全国伝統的工芸品コンクール-全国伝統的工芸品公募展-展示場所が全国伝統的工芸品センター（現、伝統工芸青山スクエア）となり現在に至る。

## 主な賞
- 内閣総理大臣賞（最高賞）
- 経済産業大臣賞
- 経済産業省製造産業局長賞
- 中小企業庁長官賞
- 日本商工会議所会頭賞
- 全国商工会連合会会長賞
- 全国中小企業団体中央会賞
- 一般財団法人伝統的工芸品産業振興協会賞
- 日本伝統工芸士会会長賞
- 若手奨励賞
- 特別賞
- バイヤー賞